# إل أوسو (آبلة)
بلدية إل أوسو (بالإسبانية: El Oso) هي بلدية تقع في مقاطعة آبلة التابعة لمنطقة قشتالة وليون وسط إسبانيا.

## الديموغرافيا
يبلغ عدد سكان بلدية إل أوسو 212 نسمة عام 2011 (وفقاً للمعهد الوطني للإحصاء الإسباني).
| 231 | 225 | 229 | 213 | 199 | 198 | 212 |